# (32661) 4848 P-L
4848 P-L (asteroide 32661) é um asteroide da cintura principal. Possui uma excentricidade de 0.14751080 e uma inclinação de 2.70347º.
Este asteroide foi descoberto no dia 24 de setembro de 1960 por Cornelis Johannes van Houten e Ingrid van Houten-Groeneveld e Tom Gehrels em Palomar.